# Gerardo Molina
Gerardo Molina (Los Cerrillos, 19 de octubre de 1938) es un poeta, escritor y docente uruguayo.

## Biografía
Nació en la zona rural de la ciudad de Los Cerrillos, Departamento de Canelones, Uruguay el 19 de octubre de 1938. De ascendencia campesina, su infancia transcurre en la zona rural y pueblo “Cerrillos”, donde concurre a la Escuela Pública N° 123. Su adolescencia y primera juventud son de El Colorado. Allí, a los trece años, escribe sus primeros versos. Cursa estudios secundarios en el Liceo “Tomás Berreta” de Canelones y en el I.A.V.A. de Montevideo. Promediando sus estudios de Derecho, deja esta carrera llamado por su vocación docente. Así, dictará clases en varios Liceos y en el Instituto de Formación Docente de Canelones. 
Ha publicado más de cuarenta libros de diversos géneros: poesía, cuento, ensayo, historia, teatro y preceptiva, algunos en coautoría.  Dos de sus obras han sido aprobadas para la Educación Primaria, Secundaria e Institutos de Formación Docente en su país: “Panaliflor” y “La Versificación Española”; y en Chile, Maipú, “Ceibos y Copihues” en coautoría con la escritora Elisa Ferrada y su libro de sonetos A la Sed de los Vientos fue traducido al italiano en 2014 por la Associazione Ottovolante de Bologna. Ha dictado conferencias y ofrecido recitales de su poesía en Uruguay, Argentina, Chile, Perú, Brasil, España, Francia e Italia.
Colaboró en el “Suplemento Dominical de EL DÍA” y en “El DÍA de los Niños” y en Revistas para Escolares, como “Patatín y Patatán”, “Moñita Azul” entre otras. También en diversas publicaciones de América. Dirige desde 1991 La Página Literaria del Diario HOY CANELONES.

## Premios y distinciones
En marzo de 2000, la Asociación de Escritores de su país le otorga el Trofeo Distinción Cultural “por su obra de creador y aporte ensayístico dentro de la literatura nacional uruguaya”. Flor de Oro en los Juegos Florales Hispanoamericanos (1973). Faja de Plata Internacional a la mejor producción latinoamericana (l995), en Lima, Perú, por su libro El Latido de la Copla.  Primer Premio del Concurso de Poesía "Rocco Certo 2002”, Tonnarella, Messina, Italia.  Fue distinguido como Caballero de la Poesía Latinoamericana en Rosario de Santa Fe (2003).  Homenajeado por el Parlamento Nacional Uruguayo (1987 y 2006) y en la Capital de la Poesía, Traslasierra, Córdoba (2004). Recibió el primer Premio, Revista de los Poetas (1998), y Premio a la Excelencia, en Argentina (2002). Primer Premio, Medalla de Oro, Pergamino, Provincia de Buenos Aires, 1999.  Primer Premio Poesía, Certamen Internacional “Alas del Alma”, Buenos Aires, (2009 y 2013). Gran Premio Bicentenario Argentino (2010) “Mate de Plata”, San Francisco, Córdoba. Medalla de Oro del Liceo Nacional, Maipú, Chile “por su gran aporte a la Educación y a la Cultura de nuestro país” (2015). Medalla de Oro “por su legado al arte, la cultura y las letras”, Maipú, Chile, (2016). Estrella del Sur Oro (2017) y Platino (2018), Montevideo. Premio Carlos Gardel (2018).

### Discos
- Los del Camino y -Gerardo Molina, folklore y poesía, Producción GCW, 001,Registro en AGADU, Montevideo,1990
- El Latido de la Copla, poesía y guitarra, con Javier Van Velthoven, Gemecs, Barcelona, España, 1998- 2000
- Del Campo Vengo, folklore y poesía, con César Cabrera Altez Hipocampo (grabación), Orión (edición), Montevideo, 2009
- De Copla Somos, folklore y poesía, con Aledo Luis Meloni y César Cabrera Altez, Hipocampo, Montevideo, 2010
- Tiempo y Vida, poesía y guitarra, con Javier Van Velthoven- Glissando,Tarragona, España y Orión, Montevideo, 2014.

### Libros sobre el autor y su obra
- Algunos Momentos en la Vida del Poeta Gerardo Molina por Iván Aarón, (Valparaíso, Chile, 2006), Edigraf, Canelones, 2008
- La Emotividad Memoriosa de Gerardo Molina por el Catedrático de la Universidad Católica de Cuyo, Prof. Jorge Enrique Hadandoniou, Villa Mercedes, San Luis, Argentina, Libro editado por el Gobierno de la ciudad de Villa Mercedes, 2018.
- Gerardo Molina Una estética de lo terso por Marilez Espinosa Nova, Montevideo, 2023.